# Aspinwall (Iowa)
Aspinwall – miasto w stanie Iowa, w hrabstwie Crawford.

## Demografia
W 2000 roku liczyło 58 mieszkańców. W 2023 roku liczba mieszkańców spadła do 34 osób, a gęstość zaludnienia poniżej 114 osób/km².